# Sci di fondo al XV Festival olimpico invernale della gioventù europea
Lo Sci di fondo al XV Festival olimpico invernale della gioventù europea si è svolto dal 22 al 25 marzo 2022 a Vuokatti in Finlandia.

## Podi

### Ragazzi
| Evento                           | Oro                | Tempo   | Argento        | Tempo   | Bronzo           | Tempo   |
| 10km tecnica classica (dettagli) | Niko Anttola       | 21:08.7 | Niclas Steiger | 21:29.3 | Elias Danielsson | 21:33.2 |
| 7,5km tecnica libera (dettagli)  | Niko Anttola       | 19:40.0 | Jiří Tuž       | 19:50.6 | Elias Danielsson | 19:55.4 |
| Sprint (dettagli)                | Lauris Kaparkalējs | 2:00.03 | Ike Melnits    | 2:00.43 | Ludvig Berg      | 2:01.09 |

### Ragazze
| Evento                            | Oro           | Tempo   | Argento       | Tempo    | Bronzo         | Tempo   |
| 7,5km tecnica classica (dettagli) | Lisa Eriksson | 20:46.9 | Tove Ericsson | 21:17.01 | Nadine Laurent | 21:38.2 |
| 5km tecnica libera (dettagli)     | Iris Pinter   | 14:24.9 | Lisa Eriksson | 14:31.5  | Nadine Laurent | 14:40.9 |
| Sprint (dettagli)                 | Tove Ericsson | 2:17.01 | Elin Naeslund | 2:17.07  | Iris Pinter    | 2:17.15 |

### Misto
| Evento                     | Oro    | Tempo   | Argento | Tempo   | Bronzo    | Tempo   |
| Staffetta 4x6km (dettagli) | Svezia | 47:55.5 | Italia  | 48:10.5 | Finlandia | 48:39.4 |

## Medagliere
| Pos.   | Paese     | Oro | Argento | Bronzo | Totale |
| ------ | --------- | --- | ------- | ------ | ------ |
| 1.     | Svezia    | 3   | 3       | 3      | 8      |
| 2.     | Finlandia | 2   | 1       | 1      | 4      |
| 3.     | Italia    | 1   | 0       | 4      | 5      |
| 4.     | Lettonia  | 1   | 0       | 0      | 1      |
| 5.     | Rep. Ceca | 0   | 1       | 0      | 1      |
| 5.     | Svizzera  | 0   | 1       | 0      | 1      |
| Totale | Totale    | 7   | 7       | 7      | 21     |